# Сырым Датов
Сырым Датов, или Сырым Дат-улы (каз. Сырым Датұлы) (1753, нынешний Сырымский район Западно-Казахстанской области — 1802) — старшина казахского рода Байбакты, лидер антиколониального  движения казахов Младшего жуза в 1783—1797 годах. В XXI веке имя Сырыма Датулы усилиями правящих кругов стало знаковым для национально-освободительного движения всего Казахстана.

## Молодые годы
Имеются сведения, что Сырым Датов принимал участие в Крестьянской войне 1773—1775 годов под предводительством Емельяна Пугачёва. Сохранилось донесение А. В. Суворова графу П. И. Панину от 22 июня 1775 года, в котором он сообщает о Сырыме Датове как одном из активных участников восстания.
В любом случае, дальнейшие волнения киргиз-кайсаков (совр. казахов) были прямым продолжением тех событий.

## Избрание главой народного собрания
В 1775 году императрица Екатерина II даровала казахам некоторые права, в частности, разрешила на законных основаниях использовать в зимнее время пастбища в междуречье Урала и Волги. Однако Уральскому казачьему войску решительно не нравились эти уступки, начались неизбежные в таких случаях трения, конфликты, казаки требовали оставления заложников-аманатов при переходах через их земли, оплаты земель, используемых при перегоне скота.
Всё это вызвало ответные действия со стороны казахов, в которых особенно отличились байбактинцы, которые успешно действовали в районе казачьих
поселений на Едиле, разгромили несколько крепостей и хуторов и даже разбили отряд гусар Молдавского полка. 
Начиная с 1783 года шла непрерывная борьба, в которой царская администрация пыталась восстановить мир и спокойствие, с казахской же стороны все больше и больше выдвигались требования о фактической независимости. Первое крупное столкновение Сырыма с казачьими отрядами произошло в июне 1784 года, когда он признан был руководителем движения. Основные силы восставших располагались на Верхнем Яике и вблизи Орского укрепления, в ноябре 1784 года под знаменем Датова сражалось уже более тысячи сарбазов. Проведённая в феврале 1785 года карательная экспедиция генерал-майора Смирнова, в результате которой разграблены были казахские становища в верховьях реки Илек и захвачено немало женщин, лишь подлила масла в огонь. 
Назначенный в 1784 году сибирским и самарским наместником генерал-поручик барон Игельстром решил провести реформы в устройстве казахских родов Младшего Жуза, которые позволили бы царской администрации навести порядок. Он запретил уральским казакам совершать ответные набеги на казахские аулы и обвинил хана Младшего Жуза Нуралы в слабости и бессилии, пригрозив ему прекращением выдачи жалования. Стремясь внести раскол между кочевниками «белой» и «чёрной» кости, Игельстром выдвинул в 1785 году идею созыва своеобразного степного парламента — народного собрания. Вскоре генерал-губернатор понял, что созыв собрания являлся ошибкой, поскольку его главой был выбран Сырым Датов, а не хан Нуралы. Последний, утративший всякую популярность, вынужден был бежать под защиту России. Собрание же превращалось в подобие польского сейма времён шляхетской вольницы. 
Императрица Екатерина II писала барону, что считает ненужным переизбрание хана, и в 1786 году барон предложил новый проект, согласно которому ханская власть ликвидировалась вовсе. 17 казахских старшин, под управлением которых находилось 45000 хозяйств, получили право свободно кочевать зимой на землях между Уралом и Волгой. Однако распространить новую систему управления на весь жуз не удалось, главным образом, из-за сопротивления не желавших подчиняться новым органам управления султанов, которых возглавил брат бежавшего к русским хана Ералы.

## Во главе восстания
Несмотря на все уступки, среди казахов сохранялись антиправительственные настроения и в 1791 году царская администрация объявила о возвращении ханской власти, назначив ханом султана Есима. В ответ Сырым Датов фактически объявил войну России, убив её ставленника Есима. Начались многочисленные набеги киргиз-кайсаков на пограничную линию, не прекращавшиеся в течение десяти лет. Попытка вновь назначенного губернатором Игельстрома провести переговоры с Датовым окончились провалом. По инициативе царских властей созван был ханский совет, который возглавил престарелый сын Абулхаир-хана султан Айшуак. 
30 августа 1797 года Сырым явился на него в сопровождении своих сарбазов и объявил о
прекращении дальнейшей борьбы. В октябре того же года Айшуак был избран ханом, а Датов был вынужден откочевать с соплеменниками на юг, на земли Хивинского ханства. В 1802 году он умер, по некоторым данным, был отравлен врагами.

## Предания
Еще в молодости престарелый батыр тама Есет говорил Сырыму: «Враг близок, а у нас нелады. Не все сразу идут за батыром. И не все пойдут за тобою». Слова старого Есета, как прибавляет сказание, сбылись. «Не слушает народ. Поддается султанам, которым хана надо... Говорят, плакал тогда Сырым. Вспомнил Есета. Вспомнил слова: не дано ему достойного коня, не дано послушного народа» (ЦГИА КазССР, ф. 544, д. № 327, л. 6.).

## Память
- В 1947 году российский историк Михаил Порфирьевич Вяткин опубликовал книгу «Батыр Сырым», за которую получил Сталинскую премию.
- В 2000 году в городе Уральске установлен конный памятник Датову.
- В месте, где по легендам зарождалось народно-освободительное движение — Сырымском районе Западно-Казахстанской области (недалеко от поселка Алгабас), названном народом Сырым-тобе (Холм Сырыма), в 2007 году построен мемориальный комплекс Сырыма Датова. В краткой энциклопедии Казахстана данных нет. Дата и место смерти Сырыма оставались под вопросом до 2007 года, когда многолетние поиски могилы Сырым-батыра успешно завершились. В 60 км от Ургенча было найдено захоронение, известное под именем «Гаип-ата», резко отличающееся от местных узбекских. «Гаип» означает «пришлый», «неизвестный». Западно-казахстанская экспедиция учёных и краеведов по ряду факторов установила, что это мавзолей Сырыма Датова. В 2007 году в посёлке Гурлен Хорезмской области рядом с мавзолеем было открыто памятное надгробие из чёрного мрамора с надписью «Гаип-ата-Сырым Датулы».